# Champlemy
Champlemy település Franciaországban, Nièvre megyében. Lakosainak száma 326 fő (2022. január 1.). Champlemy Varzy, Saint-Malo-en-Donziois, Oudan, Saint-Bonnot, Arzembouy, Châteauneuf-Val-de-Bargis, Chazeuil, Corvol-d’Embernard, Dompierre-sur-Nièvre és Marcy községekkel határos.

## Népesség
A település népességének változása:
| Lakosok száma | 338  | 336  | 340  | 332  | 328  | 325  | 325  | 325  | 326  |
|               | 2013 | 2015 | 2016 | 2017 | 2018 | 2019 | 2020 | 2021 | 2022 |